# Metal Allegiance
I Metal Allegiance sono un supergruppo thrash/groove metal statunitense originario di Long Island, fondato nel 2014 da Mark Menghi, David Ellefson, Mike Portnoy e Alex Skolnick.

## Storia
L'idea di formare un gruppo che racchiudesse alcuni dei principali esponenti della scena metal parte nel 2011 da Mark Menghi che, conoscendo ed essendo amico di David Ellefson, Mike Portnoy e Alex Skolnick li contatta ed organizza delle jam session. Successivamente partecipano a diversi eventi come le crociere Motörboat (crociera/festival dei Motörhead, loro debutto ufficiale) e la ShipRocked Cruise ed il NAMM.
Nel 2014 firmano un contratto con la Nuclear Blast e l'anno successivo esce il loro primo album omonimo ufficiale. Caratteristica principale è che la formazione, ad eccezione dei quattro fondatori, cambia spesso grazie alla partecipazione di altre celebrità della scena che di volta in volta si uniscono al progetto soprattutto nelle esibizioni live.
Nel 2016 pubblicano l'EP Fallen Heroes in tributo a Lemmy Kilmister dei Motörhead, Glenn Frey degli Eagles e David Bowie scomparsi poco tempo prima.
Il secondo album Volume II: Power Drunk Majesty esce nel 2018 ancora una volta con la collaborazione di molti artisti della scena metal.

## Formazione

### Membri stabili
- Mark Menghi - basso/chitarra (2015-presente)
- Alex Skolnick - chitarra (2015-presente)
- David Ellefson - basso (2015-presente)
- Mike Portnoy - batteria (2015-presente)

### Ospiti su disco e dal vivo
- Randy Blythe (dei Lamb of God)
- Gary Holt (di Slayer ed Exodus)
- Troy Sanders (dei Mastodon)
- Phil Anselmo (di Pantera e Down)
- Chuck Billy (dei Testament)
- Andreas Kisser (dei Sepultura)
- Phil Demmel (ex Machine Head)
- Cristina Scabbia (dei Lacuna Coil)
- Mark Osegueda (dei Death Angel)
- Rex Brown  (dei Pantera)
- Max Cavalera (dei Soulfly)
- Matthew Heafy (dei Trivium)
- Jamey Jasta (dei Hatebreed)
- Chris Jericho (dei Fozzy)
- Doug Pinnick (dei King's X)
- Charlie Benante (degli Anthrax)
- Ripper Owens (ex Judas Priest)
- Alissa White-Gluz (degli Arch Enemy)
- Steve Souza (degli Exodus)
- John Bush (degli Armored Saint)
- Floor Jansen (dei Nightwish)
- Bobby Ellsworth (degli Overkill)
- Trevor Strnad (dei The Black Dahlia Murder)
- Misha Mansoor (dei Periphery)
- Benjamin Weinman (dei The Dillinger Escape Plan)
- Ron "Bumblefoot" Thal (ex Guns N' Roses e membro dei Sons of Apollo)
- Mark Tornillo (degli Accept)
- Johan Hegg (degli Amon Amarth)
- Nita Strauss
- Joe Satriani

### Ospiti dal vivo
- Joey Belladonna (degli Anthrax)
- Frank Bello (degli Anthrax)
- Scott Ian (degli Anthrax)
- Kerry King (dei Slayer)
- Dave Lombardo (ex Slayer)
- Geezer Butler (dei Black Sabbath)
- Phil Campbell (dei Motörhead)
- Mikkey Dee (dei Motörhead)
- Steve Vai
- Billy Sheehan (dei The Winery Dogs)

## Discografia
- 2015 - Metal Allegiance
- 2016 - Fallen Heroes EP
- 2018 - Volume II: Power Drunk Majesty